# Tobias Lützenkirchen
Tobias David Lützenkirchen (* 1977 in Neuss) ist ein deutscher Produzent und DJ im Bereich der elektronischen Tanzmusik. Er ist väterlicherseits kubanischer Abstammung.

## Musik
Sein erster Track unter eigenem Namen erschien im August 2005 auf dem Sampler Nature One 2005 – Mission to Future. Gemeinsam mit John Acquaviva gelangte der Track Zombie im Jahr 2008 auf die Best-Selling-List des Online-Musicstores beatport.
Sein Sound zeichnet sich dadurch aus, dass er unterschiedliche Elemente aus Techno, House, Trance und Rave miteinander vereint, ohne sich eindeutig in ein Genre einzuordnen. Er selbst bezeichnet seinen Stil mit Neo- oder Newschool-Techno.
2006 gründete er das Label Tabula Raza mit Unterstützung des Systematic-Labelmanager Marc Romboy. Im gleichen Jahr erschien die Remix-EP von Yello – Oh Yeah ’Oh Six mit Remixen von Booka Shade, Huntemann und Lützenkirchen. Im Jahr 2007 folgte sein Label „Platform B“, eine Tochter des Labels Great Stuff Recordings, unter dem er auch Bekanntheit innerhalb seiner präferierten Musikszene erlangte.
Bekannt wurde Tobias Lützenkirchen vor allem durch den Track 3 Tage wach, der 2008 auf dem Label Stil vor Talent erschien. Er gelangte in den DCC (Deutsche Club Charts) sowie in den ODC (Official Dance Charts) jeweils auf Platz 1. Zusätzlich erschienen ein Musikvideo und eine Remix-Version von Scooter. Der Track löste zum Teil kontroverse Diskussionen aus, der Spiegel bezeichnete den Track sogar als Drogenhymne. Lützenkirchen erwähnt dazu in seinem Blog, dass die Hörer den Track nicht allzu ernst nehmen sollen. Schon gar nicht sollte dieser Track als ein „Aufruf zum Drogenkonsum“ verstanden werden.

## Pseudonyme
Er tritt auf bzw. veröffentlicht Tracks unter den Pseudonymen 7-7-0, Checkow, DJ Kadozer, Elektroluxx, Karosa, L.Y.T.Z., LK-Pro, Lu Tracks, LXR, Nim 2, Paratropic, Richthoven, Sounddiver, T. Luxor, Toby Lee Connor, Ultrakomm und Witchboard Project.
Lützenkirchen ist auch Mitglied der Produzenten-Combos Base Unique, Bully Boys, Casper Klyne, Crime Club, Electronauts, Interactive, Lützencraft (zusammen mit DJ Tomcraft), Luna Park, Neuroglider und ehemals Paffendorf.

## Diskografie
- Wicked Games (2001), als Toby Lee Connor
- Daily Disco (2005)
- Crazy Sick and the Slickness (2006)
- Last Night in Vegas (2006)
- A View to the Sea / Gina (2007)
- 3 Tage wach (2008)
- Crossfire (2008)
- Drunken Monkey (2008)
- My Girlfriends Girl (2008)
- Rolling on the Six (2008)
- Suck Me Empty (2008)
- Pandora Electronica (2008)
- Ich hasse Musik (mit Knorkator) (2010)